# Мараньон
Маряньон (на испански: Río Marañón) е река в Перу, лява съставяща на Амазонка. Дължината ѝ е 1707 km, а площта на водосборния басейн – 363 432 km² (5,06% от водосборния басейн на Амазонка).
Река Мараньон се образува на 3317 m н.в., в региона Хуануко, в Перу, от сливането на двете съставящи я реки Нупе (лява съставяща, 53 km) и Лаурикоча (дясна съставяща, 85 km). Двете реки водят началото си от източните склонове на Западните Перуански Кордилери. В горното си течение (около 600 km) река Мараньон тече в посока север-северозапад успоредно на тихоокеанското крайбрежие (на около 150 km от брега) в дълбока и тясна планинска долина между Западните Перуански и Централните Перуански Кордилери. След устието на левия си приток Чамая завива на север-североизток, а след устието на Сенепа (ляв приток) – на североизток, като проломява Централните Перуански и Източните Перуански Кордилери. При течението си през планините в горното и средно течение образува 27 т.нар. „понго“ (скалисти, дълбоки и тесни дефилета с почти отвесни стени). В района на град Борха Мараньон напуска планините, завива на изток и до устието си тече през най-западната част на Амазонската низина, като се превръща в голяма, широка и мощна река с бавно и спокойно течение, течаща сред гъсти и влажни екваториални гори. На 15 km североизточно от град Наута (в региона Лорето), на 88 m н.в. се съединява с идващата отдясно река Укаяли и двете заедно дават началото на най-пълноводната река в света Амазонка.
Основни притоци: леви – Чамая, Сенепа (230 km), Сантяго (530 km), Морона (550 km), Пастаса (710 km), Чамбира (385 km), Тигре (760 km); десни – Уткубамба (502 km), Ниева 195 km), Потро, Кауапанас, Уаляга (1138 km, най-голям приток), Самирия (395 km). Река Мараньон има смесено подхранване – дъждовно и снежно, но преобладава дъждовното. Средният годишен отток в устието е 16 400 m³/s. Плавателна е за плитко газещи речни съдове на около 900 km от устието си, до град Борха.